# Vincenzo Galloppi
Vincenzo Galloppi (Napoli, 30 novembre 1849 – Napoli, 21 gennaio 1942) è stato un pittore italiano.
Attivo in Italia e in Grecia, è stato un artista della scuola napoletana.

## Biografia
Diventato allievo di Ignazio Perricci prima, di Gioacchino Toma e di Gabriele Smargiassi poi, è stato un prolifico affreschista e decoratore. Ha ideato diverse scene per il teatro di Eduardo Scarpetta e realizzato dei lavori nella Villa Achilleion in Grecia per l'Imperatrice Elisabetta d'Austria. 
Nel 1908 decora la chiesa del Sacro Cuore di Gesù e di Maria SS. Addolorata a Scanzano, di Castellammare di Stabia.
Tra il 1914 e il 1915 gli vengono affidati i lavori di restauro della chiesa del Santissimo Salvatore e San Michele sempre a Scanzano, in cui realizzò un ciclo di decorazioni e pitture parietali per circa 400 m², e due tele alle pareti laterali dell'altare.
Nel 1890 realizzò degli affreschi nella Chiesa di San Nicola da Tolentino.

## Opere
Elenco parziale

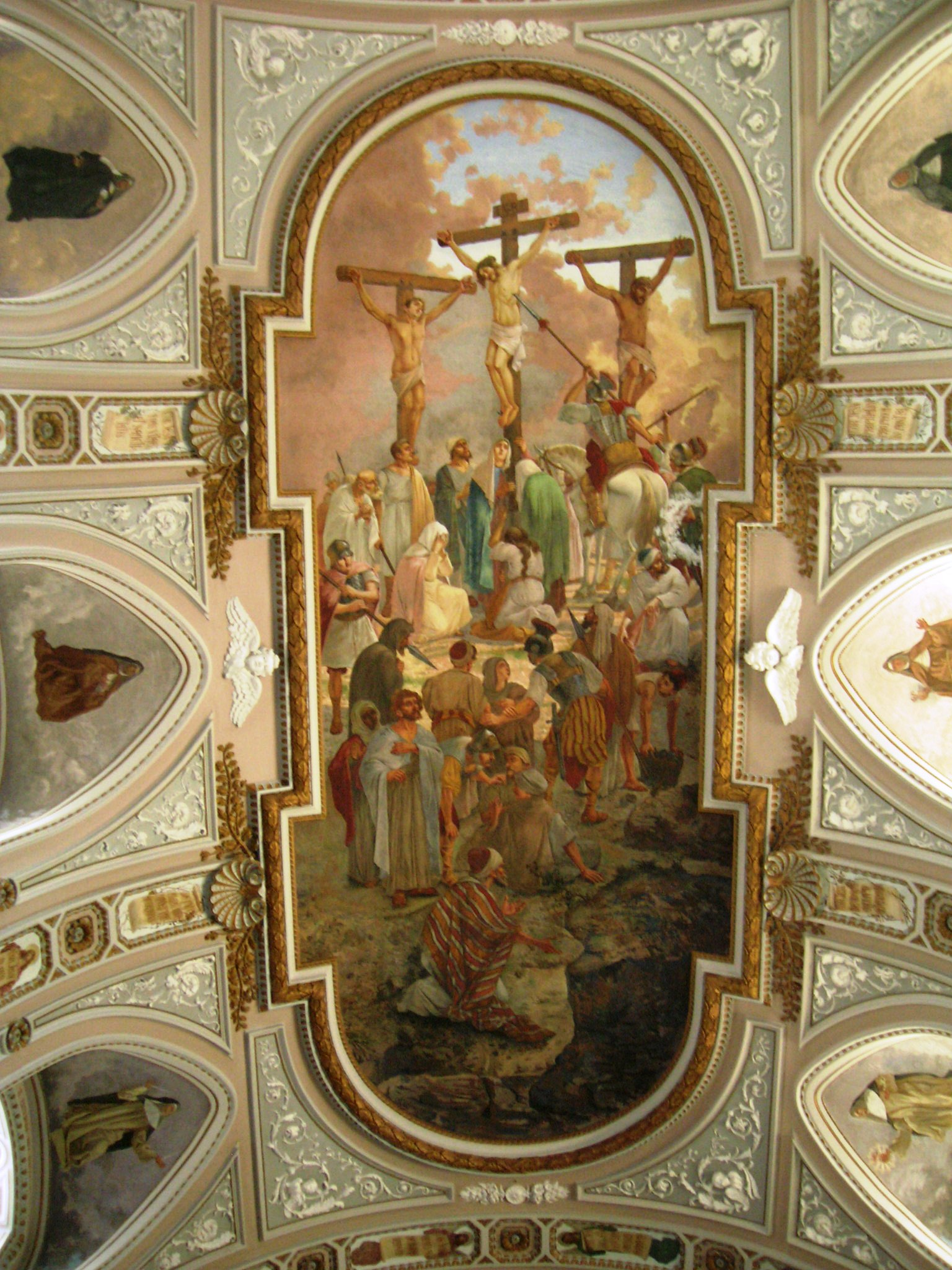
Crocifissione di Cristo, santuario del Sacro Cuore, Castellammare di Stabia

- Incoronazione della Madonna d'Avigliano (1881), affresco, basilica concattedrale di Santa Maria della Pace, Campagna
- Diluvio Universale (1881), affresco, basilica concattedrale di Santa Maria della Pace, Campagna
- Gesù nel deserto (1894), affresco, chiesa di Gesù e Maria, Castellammare di Stabia
- Il trionfo di Gesù (1899), affresco, chiesa di Gesù e Maria, Castellammare di Stabia
- Apparizione di S. Alfonso Maria dei Liguori a padre Gaetano Errico, durante un ritiro spirituale a Pagani (1894-1906), affresco, Cappella dell'Addolorata del Beato Padre Gaetano Errico, Secondigliano (Napoli)
- San Cataldo che salva un gruppo di pescatori durante una tempesta in mare (1910), Chiesa di San Cataldo, Roccaromana
- Crocifissione di Cristo, affresco, santuario del Sacro Cuore, Castellammare di Stabia
- Trionfo del Nome di Gesù (1899), affresco, chiesa del Gesù, Castellammare di Stabia
- Sacrificio di Santa Margherita (1910), affresco, chiesa di Santa Margherita, Roccaromana